# Ganerbenburg
Le terme allemand médiéval "Ganerbenburg" fait référence à un type particulier de château partagé entre plusieurs héritiers ou copropriétaires, qui est en français appelé "château divisé" ou encore "co-seigneurie châtelaine". Des exemples à travers l'Europe sont le Château du Haut-Koenigsbourg (Bas-Rhin), le Château d'Eltz (Eifel), le Château de Larochette (Luxembourg) et les Tours de Merle (Limousin).

## Étymologie
Le mot "Ganerbenburg" se décompose en trois parties :
- "Gan-" : dérivé de l'allemand ancien "geanervo" ou "ganerbe", signifiant "cohéritier" ou "copropriétaire"[3].
- "-erbe" : signifiant "héritier" en allemand.
- "-burg" : signifiant "château" ou "forteresse" en allemand.

L'on trouve également des exemples de fiefs partagés, il est alors question de coseigneurs ("Mitherrschaft" en allemand, au lieu de "Ganerbe").
A noter que pour des territoires plus étendus partagés entre Etats, le terme plus moderne de condominium est utilisé.

## Signification
Une Ganerbenburg était donc littéralement un "château des cohéritiers". Ce terme désignait une forteresse ou un château possédé et administré conjointement par plusieurs familles ou branches d'une même famille, généralement à la suite d'un héritage partagé. Cette forme de propriété partagée était courante dans les régions germanophones du Saint-Empire romain germanique au Moyen Âge, notamment entre les XIIe et XVe siècles. Elle permettait de maintenir l'unité et la puissance d'un domaine seigneurial tout en respectant les droits de tous les héritiers.

## Caractéristiques
Les Ganerbenburgen présentaient souvent des particularités architecturales et administratives :
- Le château pouvait être divisé en sections distinctes pour chaque famille copropriétaire. Si l'espace disponible le permettait, des maisons séparées étaient même érigées dans l'enceinte du château.
- Des règles complexes, souvent inscrites dans un document appelé "Burgfriedenvertrag" (allemand) régissaient l'utilisation des espaces communs et la défense du château.
- Les copropriétaires partageaient les coûts d'entretien et de défense de la forteresse.

Ce système de copropriété pouvait parfois mener à des conflits entre les différentes familles partageant le château, mais il permettait aussi de mutualiser les ressources pour maintenir et défendre des forteresses importantes[source insuffisante].